# LightInTheBox
LightInTheBox Holding Co., Ltd. (簡体:兰亭集势; 繁体:蘭亭集勢; ピン音:Lántíng jí shì; 発音:ライト・イン・ザ・ボックス) は200以上の国や地域の消費者に製品を提供する国際的オンライン小売企業である。同社はLightInTheBox.com，MiniInTheBox.comや他のウェブサイトを通してライフスタイル製品を販売し，2013年10月の時点で26言語での利用が可能である。

## 概要
LightInTheBoxは郭去疾、文心、張良、劉俊、周哲によって2007年6月に設立された。同社は，2008年3月まで，LightInTheBox limitedとして運営していたが，再編されLightInTheBoxholding co., Ltd.となり，持株会社として機能している。
LightInTheBoxのビジネスモデルは，トーマス・フリードマンの著書「The World is Flat」からインスピレーションを受けるものである(邦題：フラット化する世界)。電子商取引がこの本に書かれた理論に役立つとの認識から、LightInTheBox創設者は，中国の製造およびサプライチェーンを利用しようと，会社を設立することを決めた。2013年6月6日には，LightInTheBoxはニューヨーク証券取引所（NYSE）にて銘柄「LITB」で上場した。2013年6月30日に至るまでの3ヶ月間で，LightInTheBoxは120万人の顧客と取引を行い、この間の売上総利益が7220万ドルとなった。

## 製品とサービス
2013年10月の時点で，LightInTheBoxはアパレル、小物、ホーム用品およびガーデニング用品の3つのコアカテゴリ製品を提供している。2013年3月31日の時点で，LightInTheBoxは22万以上の製品を取扱い、上記の3ヶ月では毎月平均14000の製品を追加していた。
LightInTheBoxは、GoogleやFacebookなどの世界的なオンラインマーケティングのプラットフォームを使用して顧客を獲得、主要なクレジットカードやPayPalなどの電子決済プラットフォームを通じて支払いを受け入れ、UPS、DHLとフェデックスなどの主要な国際宅配便で商品を提供している。

## 開発の歴史
2013年第2四半期の売上高は7220万ドルであり，2012年の同四半期の4730万ドルから52.6％増加した。これは，主に2013年第2四半期に顧客総数が50万から120万と140.0%増加したことによるものである。2013年第2四半期の純利益は，2012年の同四半期の純損失140万ドルと比較して，60万ドルだった。純利益率は，前年同期の-2.9％から0.9％に改善した。
Lightintheboxは2018年11月8日、シンガポールの有名な電力ezbuyを合計85.55百万人民元で買収しました。これまでのところ、Lightintheboxとezbuyの2つの主要なショッピングプラットフォームがあり、世界140か国で27の言語で消費者にサービスを提供しています。 
2019年12月10日、オーキッドパビリオンは、2019年9月30日に監査を受けていない第3四半期の財務報告を発表しました。財務報告によると、ランティングの第3四半期の純収益は59.9百万ドルで、昨年の同時期の4450万ドルと比較して34.6％増加しました。
2020年4月23日、Lightintheboxは、2019年12月31日の監査されていない第4四半期および通年の財務報告を発表しました。財務報告によると、2019年のLightinthebox Groupの年間純収益は2億4,360万ドル、売上総利益は9760万ドル、年間純利益は110万ドルでした。
2020年6月19日、オーキッドパビリオンは、2020年3月31日現在の2020年第1四半期の未監査財務報告を発表しました。財務報告によると、同社は2020年の第1四半期に合計売上高が5150万ドル、前年比1.3％増加し、市場予想の78.49百万ドルを下回っています。調整済みEBITDAは、前年同期の790万ドルの損失と比較して、140万ドルの利益を達成しました。
2020年8月6日、Lightinthebox （NYSE：LITB）はWenyu Liuを同社の最高成長責任者（CGO）に、Yuanjun Yeを最高財務責任者（CFO）に任命しました。
ランシングは8月19日、2020年6月期第2四半期および6ヶ月間の未監査決算を発表した。 決算によると、2020年第2四半期の総収入は1億1390万ドルで、前年同期の5,810万ドルに比べて95.9％増となり、純利益は850万ドルの利益で黒字転換した。 上半期の総収入は1億6540万ドルで、2019年の同時期の1億900万ドルと比較して51.7％の増加となりました。 純利益は前年比一転して920万ドルとなった。